# Arsaces I av Armenien
Arsaces I, död 34 e.Kr., var regerande kung av Armenien mellan 34 och 35 e.Kr. 